# Protopanorpa permiana
Protopanorpa permiana  (лат.) — ископаемый вид скорпионниц рода Protopanorpa из семейства Permochoristidae. Один из древнейших представителей отряда скорпионницы. Обнаружен в пермских ископаемых останках (США, Канзас, Elmo, Artinskian pond limestone, Wellington Formation, 270—285 млн лет). Длина переднего крыла 5,35 мм, ширина 1,74 мм.
Включён в состав рода Protopanorpa Tillyard 1926 вместе с видами Protopanorpa elongata, P. media, P. longicubitalis, P. minuta, P. similis. Таксон Protopanorpa близок к родам скорпионниц Agetopanorpa, Gigantoageta, Mezena, Oochorista, Ovomezena, Parageta, Phipoides, Protopanorpa, Seniorita, Sinoagetopanorpa, Stigmarista, Tshekardopanorpa. Вид был впервые описан в 1926 году австралийско-английским энтомологом Робертом Джоном Тилльярдом (Robert John Tillyard) вместе с Protochorista tetraclada, Platychorista venosa, Permopanorpa martynovi и другими таксонами. Это один из древнейших видов скорпионниц и всех представителей отряда Mecoptera наряду с такими видами как Westphalomerope maryvonneae и Pseudomerope mareki.